# Schwarz-Gelbe Allianz
Schwarz-Gelbe Allianz (SGA, česky „Černožlutá aliance“) je organizace, která usiluje o založení monarchistické strany v Rakousku.
Název „černožlutá“ byl zvolen v souvislosti s rodovými barvami středoevropské panovnické habsbursko-lotrinské dynastie.
Jejími principy jsou monarchie, demokracie, středoevropanství a tolerance (zakotveno v Manifestu z Artstetten). Mimoto se hlásí k náboženskému ekumenismu, kosmopolitismu a ke společenskému pluralismu, který pochází ze specifické evropské tradice založené na hodnotách osvícenského a křesťanského původu.
SGA byla založena 26. června 2004, postupně se stala novým politickým centrem monarchistického hnutí v Rakousku.

## Manifest z Artstetten

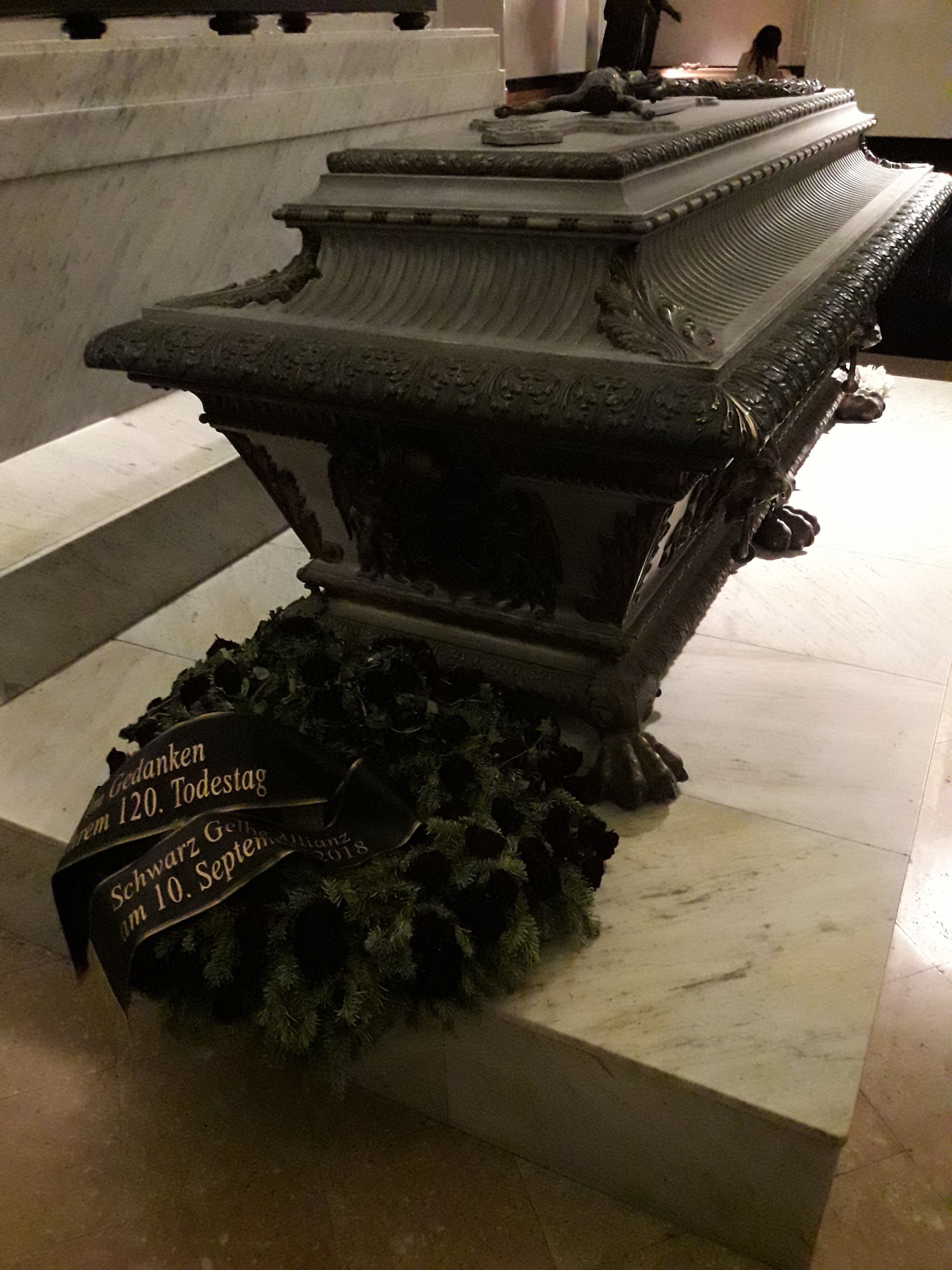
Věnec položený členy strany k rakvi císařovny Alžběty

Mapa monarchistické personální unie dle SGA (=CEDC)

Manifest z Artstetten byl představen veřejnosti 12. listopadu 2007 ve Vídni. Obsahuje čtyři základní postuláty (monarchie, demokracie, středoevropanství a tolerance), ze kterých bude SGA vycházet v další politické práci. Zpráva o tomto manifestu byla se zájmem přijata i v ostatních nástupnických státech Habsburské monarchie.
Podle Manifestu z Artstetten má být v Rakousku zavedena parlamentní monarchie, hlavou státu se pak stane nestranný (nestranický) panovník. Pozice panovníka má přispět k rozvoji přímé demokracie, monarcha by měl mít právo vyhlásit všelidové hlasování v případě sporných politických otázek zásadního významu. Některé kritické hlasy vidí v tomto bodu pokus o odstranění demokracie reprezentované politickými stranami. Také bývá SGA vytýkáno, že na rozdíl od jiných monarchistických organizací doposud neoznačila konkrétního kandidáta na trůn, i když u SGA je převážně preferován Karel Habsbursko-Lotrinský. Mimoto SGA má zdánlivě nízkou podporu mezi rakouskou šlechtou. Strana má také blízko k křesťanskodemokratické ÖVP.
SGA považuje za smysluplné opětovné sjednocení středoevropských států (v zásadě: Česka, Rakouska, Slovenska, Maďarska, Slovinska a Chorvatska) v monarchistické personální unii. Tuto unii s intenzivní spoluprací v oblasti obrany, zahraniční a ekonomické politiky a s co možná největší samostatností vnitřní politiky jednotlivých členských zemí považuje SGA za smysluplný doplněk EU. Dále požaduje zlepšit integraci přistěhovalců, zvláště pak podporovat organizace zasazující se o integraci muslimů. Přesto však odmítá vstup Turecka do Evropské unie.

## Politický program
Program, který vychází z Manifestu z Artstetten je průběžně aktualizován.
Vedle obnovení parlamentní monarchie a opětovného sjednocení středoevropských států požaduje Schwarz-Gelbe Allianz mimo jiné rozsáhlou reformu školství, výkonné moci a rakouské armády, snížení státních výdajů na účely stranických aparátů a zavedení volebního práva, které by bylo příznivé pro znevýhodněné skupiny obyvatelstva (menšiny). Dále SGA trvá na masivní podpoře investic do alternativních zdrojů energie a sice v takové míře, aby bylo Rakousko co nejvíce nezávislé na energii dovážené ze zahraničí. Ve věci azylové politiky podporuje SGA nastavit mechanismus rozhodování o právu k pobytu, tak aby v něm měly hlavní slovo komunální orgány. Dalšími body programu je zastavení redukce sociálního systému a ukončit suplování státních povinností soukromým sektorem.